# Esteban Maroto
Esteban Maroto, né le 3 mars 1942 à Madrid, est un scénariste et un dessinateur de bande dessinée espagnol.

## Œuvre

### Publications en français
- Wolff et la reine des loups, scénario d'Esteban Maroto et Sadko, dessins d'Esteban Maroto, Dargaud, collection Histoires fantastiques, 1973
- Pirates, Aventures et Voyages, collection Mon journal

93. L’Île du grand massacre, scénario de Giovanni Borraccino, Esteban Maroto et Michel-Paul Giroud, dessins d'Esteban Maroto, Gaspare De Fiore, Rafael Boluda et Michel-Paul Giroud, 1983
94. Les Voiles mouillées, scénario de Giovanni Borracino et Esteban Maroto, dessins d'Esteban Maroto, Gaspare De Fiore et Rafael Boluda, 1983
95. Les Fruits du bonheur fou, scénario de Silverio Pisu, Giovanni Borraccino, Esteban Maroto et Mario Sbattella, dessins de Rafael Boluda, Esteban Maroto, Alberto Castiglioni et Mario Sbattella, 1983
98. Pour deux verres de rhum, scénario de Silverio Pisu, Giovanni Borraccino et Esteban Maroto, dessins de Rafael Boluda, Esteban Maroto et Alberto Castiglioni, 1983
- Les chapitres 18, 19, 20 de 5 por Infinito en traduction française dans la revue Comics 130 n° 4, 5 et 6 (1971), dans le format original ;
- L’ensemble des 20 chapitres de 5 por Infinito en traduction française dans Fantastik (SEPP) Série I à dos carré n° 1 à 15 (1974-1975) puis Série II à dos rond n° 5 à 10 (1976), dans le désordre.
- Quelques récits complets du même auteur ont également été traduits et publiés dans divers magazines français :

- Une sacrée révolution : Eerie n° 9 (avril 1969)
- La louve : Vampirella n° 5 (1971) sur un scénario de Joe Wehrle, traduction du récit Wolf Hunt publié dans Vampirella US # 14 et réédité dans les # 27 et 74, et qui figure également dans l’anthologie francophone des éditions Delirium.
- Blizzard blizzard : L'écho des savanes spécial USA n° 15 (1er trimestre 1980)
- La vénus des étoiles : Ère comprimée n° 2 (février-mars 1980)
- Genèse II : Ère comprimée n° 5 (août-septembre 1980).
- Dream : Ère comprimée n° 34
- Paradis : Ère comprimée n° 42

### Publications en espagnol
Esteban Maroto a publié de nombreuses séries (El coloso de Rodas, 5 por infinito, Alma de Dragón…) dans divers périodiques de bande dessinée espagnols tels que 1984, Cimoc, Drácula…
- Dax el guerrero, scénario et dessins d'Esteban Maroto, Toutain, 1979
- Korsar, scénario et dessins d'Esteban Maroto, Riego, 1980
- En el nombre del diablo, scénario et dessins d'Esteban Maroto, Toutain, 1991
- 5 por Infinito, scénario et dessins d'Esteban Maroto et d'autres auteurs, Glénat, 2011
- Los mitos de Cthulhu, scénario et dessins d'Esteban Maroto, Planeta Comic, 2016[1]
- Nave prisión, scénario de Bruce Jones et dessins d'Esteban Maroto, Planeta Comic, 2017

### Publications en anglais
Esteban Maroto a publié de nombreux récits dans les revues US Vampirella, Eerie et Creepy des éditions Warren,  
en particulier dans Vampirella à partir du # 14.
Plusieurs genres se dégagent : les mythologies, le plus souvent antiques ou parfois orientales (Salomé, 1001 nuits), l’héroic-fantasy, les récits de sorcellerie se déroulant sous la Renaissance, les récits mettant en scène des reines des serpents, et aussi, plus curieusement, les récits de cirque et de clowns.
Plusieurs séries :
- Récits mythologiques : Horus / Kali / Gender Bender / Legend / Orpheus : Vampirella # 17, 18, 20, 21, 22, dans un style ouvertement psychédélique, avec une recherche entremêlant volutes, pointillisme, effets op-art, hachures noires ou blanches, trames, collages, cases éclatées sans bord et s’interpénétrant, et comme très souvent avec Esteban Maroto, idéalisation et célébration de l’image féminine.
- Dracula : Vampirella # 39, 40, 41, cette fois dans un style beaucoup plus réaliste.
- Dax the Warrior : Eerie # … 44, 47, 48, 49, 50, … et d’autres (listing incomplet), heroic-fantasy avec de grandes envolées graphiques.
Quelques récits complets notables (choix subjectif à partir de sources incomplètes) :
- Wolf Hunt : Vampirella # 14 repris dans les # 27 et 74, traduit dans Vampirella français n° 5 (1971) sous le titre La louve et plus récemment dans l’anthologie des éditions Delirium ; assurément une de ses plus belles réussites, dans un décor exceptionnel de château abandonné.
- Cobra Queen : Vampirella # 23, superbe épisode de Vampirella dans une ambiance de jungle avec une reine des serpents spectaculaire, réédité dans le # 37.
- Moonspawn : Vampirella # 26, récit gothique de lycanthropie.
- Relatives : Vampirella # 35, récit de science-fiction dans de très réussis décors extra-terrestres.
- The Tiara of Dagon : Vampirella # 36, récit fantastique inspiré de Lovecraft, dans un graphisme réaliste moins courant chez ce dessinateur.
- Gypsy Curse : Vampirella # 38, récit dans un style très éthéré, avec effets op-art et psychédéliques.
- The Sleeping Beauty : Vampirella # 58, impressionnant récit d’heroic-fantasy aux décors spectaculaires, en format horizontal.
- Fallen Angel : Vampirella # 60, récit mythologique au graphisme éthéré tendance psychédélique, également en format horizontal.
- Time Ticket : Vampirella # 62, récit de sorcellerie sous la Renaissance.
- Wings of Vengeance : Vampirella # 63 réédité dans Creepy # 81, autre récit de sorcellerie sous la Renaissance.
- The Last Dragon King : Vampirella # 67, heroic-fantasy en couleur dans un monde reptilien.
- Trial of the Sorceress : Vampirella # 71, autre récit de sorcellerie sous la Renaissance.
- Sheherazade : Vampirella # 72, mythologie orientale en couleur.
- Cobra Goddess : Vampirella # 93, autre remarquable réussite, récit se déroulant en Inde dans le somptueux décor d’un temple ancien, avec une extraordinaire reine des serpents.
- Salomé : Vampirella # 99, magnifique récit mythologique, au graphisme très éthéré inspiré de Gustave Moreau ?
- The Spook, Stridespider Sponge-Rod : Eerie # 57 réédité dans Eerie # 112, récit fantastique se déroulant dans des marécages, avec reine des serpents, sorcière et morts-vivants.
- Mordecai Moondog: Eerie # 71, remarquable récit gothique, au graphisme très travaillé, très hachuré.
- Cross of Blood : Creepy # 46, somptueux récit vampirique dans des décors nocturnes de cimetière et de château, avec des effets d’ombres, de contrastes et de clairs-obscurs utilisant plages d’encre, hachures, pointillisme, et une page évoquant des affiches de la célèbre firme cinématographique anglaise la Hammer.
- A Descent into Hell : Creepy # 54, voyage aux enfers au dessin parfois inspire de Philippe Druillet, malheureusement en partie gâché par des couleurs plutôt criardes.
Source : collections personnelles.

## Récompense
- 1971 :  Prix Shazam de la meilleure série étrangère pour Legionarios del Espacio